# 파라메슈바라
파라메슈바라(IAST: Parameśvara, 산스크리트어: परमेश्वर)는 힌두교 경전에서 사용되는 칭호이다. 이 용어는 주로 힌두교의 최고 존재이자 최고 현실을 나타낸다. 비슈누파 신자들은 비슈누와 그의 아바타인 라마와 크리슈나를 파라메슈바라로 여기는 반면, 시바파 신자들은 시바를 파라메슈바라로 여긴다. 샤크티파에서는 시바파와 비슈누파에서 파라메슈바라를 최고로 여기는 것과 달리, 파라메슈바라가 조연 역할을 하며 파라메슈바리, 즉 아디 샤크티/마하데비(두르가, 트리푸라 순다리, 마하칼리, 마하락슈미, 마하사라스바티 등 다양한 형태로 알려짐)에 의존한다. 샤크티 전통은 파라메슈바리에 대한 파라메슈바라의 우월성에 초점을 맞추며, 파라메슈바리가 파라메슈바리(우주의 최고 운동력) 없이는 샤바(시체)라고 부르는 극단적인 비교를 하기도 한다. 반면 시바파와 비슈누파에서는 파라메슈바리가 파라메슈바라의 의존적인 배우자(시바파에서 우마/닥샤야니/파르바티, 비슈누파에서 비슈누의 배우자인 락슈미)로 여겨진다. 종파적 해석을 넘어, 힌두교 신자들은 파라메슈바라를 궁극적이고 가장 높은 현실로 여기며, 모든 물질에 영원히 스며들어 있다고 생각한다. 헌신자들은 그를 창조, 보존, 파괴의 세 가지 힘을 통제하는 전체 자체로 여긴다.

## 어원
이 단어는 '최고의'를 의미하는 파라마와 '주님'을 의미하는 이슈바라라는 산스크리트어 단어의 합성어이다. 따라서 파라메슈바라는 문자 그대로 '최고의 최고 통치자'를 의미한다. 때때로 베단타 학파나 비슈누파와 같은 다른 힌두교 전통에서도 Parameshwara라는 용어를 그들의 철학적 관점에서 파라브라흐만의 동의어로 사용한다.

## 비슈누파
비슈누파 전통에서 비슈누는 파라메슈바라, 마헤슈바라, 나라야나로 여겨진다. 비슈누파 신자들은 비슈누와 그의 아바타인 라마 (힌두교), 크리슈나 등을 브라흐마와 시바의 조상으로 여기는데, 이는 바가바타 푸라나, 비슈누 푸라나, 파드마 푸라나, 판차라트라 아가마, 바이카나사 아가마 등 많은 경전에 언급되어 있다. 힌두교의 비슈누파 판차라트라 아가마 문헌인 Pārameśvarasaṃhitā에서는 비슈누(나라야나)가 파라메슈바라로 숭배되고 예배된다. 우타라나라야나(슈클라 야주르베다의 푸루샤 수크타의 연속) 역시 신을 두 배우자인 스리(Sri)와 부(Bhu)를 가진 파라메슈바라로 지칭한다. 바가바드 기타는 많은 맥락에서 크리슈나를 파라메슈바라(최고신)로 칭찬한다. 비슈누 사하스라나마에서 파라메슈바라는 비슈누의 377번째 이름이다.

## 시바파

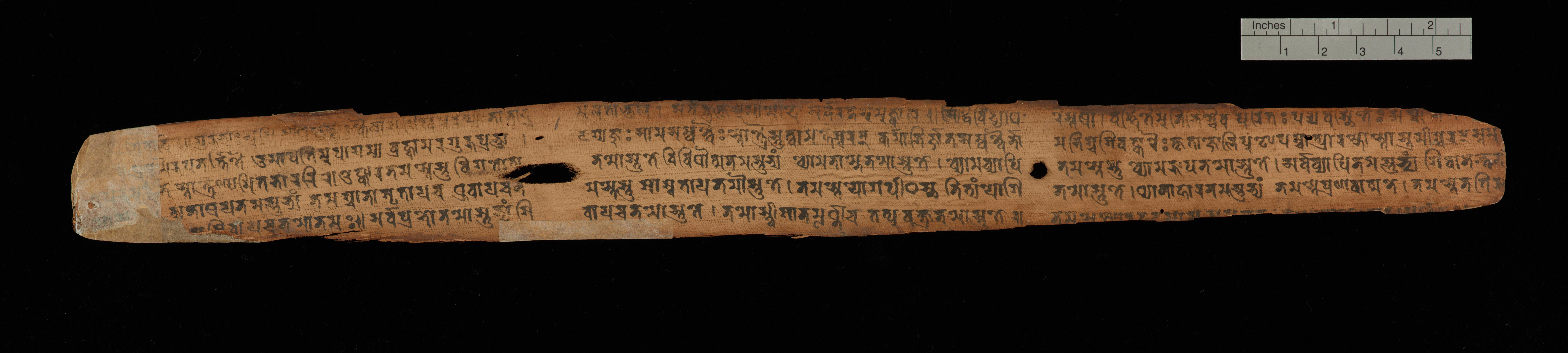
남아시아에서 알려진 가장 오래된 산스크리트어 필사본 중 하나인 이 자료는 시바를 파라메슈바라로 숭배하고자 했던 샤이바 싯단타의 경전인 파라메슈바라탄트라의 상당 부분을 전달한다. 이 작품의 다른 완전한 필사본은 알려져 있지 않다. 필사본의 주석에 따르면 이 필사본은 252년에 복사되었는데, 일부 학자들은 이를 네팔의 왕 암슈바란이 세운 시대에 속하는 것으로 판단하여 서기 828년에 해당한다고 본다. 케임브리지 대학교 도서관

샤이바 싯단타는 트리파타르탐(세 가지 존재), 파티(최고 존재 파라마시바), 파슈(모든 아트만) 및 파삼(세 가지 속박틀:Definition needed인 아나바, 업, 마야)의 존재를 인정한다. 최고 존재로서 파라메슈바라는 샤이바 싯단타의 다른 두 존재인 파슈와 파삼과 구별하기 위해 적용되는 고유한 여덟 가지 특성 또는 술어를 가지고 있다. 이는 사르바즈나트바(모든 것을 아는 자), 니트야트릅타트바(무한한 행복), {아나디보다(속박 없음), 스와탄트라트바(독립), 알룹타샤크티(무한한 자비), 아난타샤크티(무제한의 은총), 니라마야트마(건전함) 및 비슈다데하(순수한 몸)이다.
샤이바 싯단타는 파라메슈바라가 두 가지 상태로 존재한다고 명시한다. 36 tattvas를 통해 움직이는 신의 형태인 타타스타 락샤남과 모든 것을 초월한 최고 존재의 순수한 형태인 스와루파 락샤남이다. 이 두 형태는 베단타 학파의 파라브라만에 대한 사구나(Saguna) 및 니르구나(Nirguna) 정의와 비교할 수 있다. 타타스타 락샤남으로 정의될 때, 파라마시바는 브라흐마, 비슈누, 루드라, 파라메슈바라, 사다시바, 시바, 샤크티, 나담, 빈두의 아홉 가지 신성한 형태로 존재하며, 마지막 네 가지 무형의 현현인 아루파에서는 말을 초월한다. 처음 다섯 가지는 형태가 있는 현현이며 루파로 알려져 있다. 사다시바는 루파와 아루파가 혼합된 형태로, 종종 링감과 동일시된다. 시바와 샤크티는 스와루파 락샤남 상태에서 분리될 수 없는 나다-빈두로 존재하며, 이 상태에서 그들은 종종 비이원적인 최고 존재 파라마시바와 파라샤크티로 동일시된다. 그들은 분리될 수 없고 분화되지 않았기 때문에, 샤이바 싯단타는 그들을 하나의 통일된 존재, 즉 파라메슈바라로 본다.

## 같이 보기
- 마하데비
- 마하비슈누
- 파라시바
- 푸루쇼타마
- 사다시바